# Наннскуг, Даниель
Даниель Наннскуг (швед. Daniel Nannskog; 22 мая 1974, Хельсингборг) — бывший шведский футболист, нападающий.

## Карьера

### Клубы
Занимался футболом в клубе «Хёгаборг», воспитанником которого является легендарный Хенрик Ларссон. В 21 год стал профессиональным футболистом, подписав контракт с «Мальмё». Не смог закрепиться в составе «бело-голубых» и через год перешёл в «Юргорден», выступавший в Дивизионе 1 (в то время лига второго уровня). После выхода клуба в Аллсвенскан был продан в «Ассириску». По итогам сезона команда заняла 2-е место в Дивизионе 1, но в переходных матчах уступила «Эребру». После этого Наннскуг перешёл в «Сильвию», также выступавшую в лиге Суперэттан, а ещё через год стал игроком «Ландскруны».
В сезоне-2001 «Ландскруна» заняла второе место в Суперэттан и вышла в Аллсвенскан, а Наннскуг неожиданно стал лучшим бомбардиром дивизиона с 21 голом. В высшей лиге форвард также не затерялся и в следующем сезоне забил 11 голов, разделив 6—8 строчки рейтинга бомбардиров с Бакирчиоглу и Сумиала, а также отдал 11 голевых передач. В сезоне-2003 результативность Наннскуга уменьшилась, и он был продан в клуб «Сычуань Гауньчэн», который был середняком высшей лиги КНР. Там он был лучшим бомбардиром своей команды.
В начале 2005 года перешёл в «Стабек», который выбыл из Типпелиги. Главным тренером клуба был назначен швед Ян Йёнссон, под руководством которого Наннскуг играл в «Ландскруне». В сезоне-2005 «Стабек» занял первое место в Адекколиге и вернулся в высший дивизион, а Наннскуг стал лучшим бомбардиром лиги, забив 27 голов в 29 матчах. В следующем сезоне нападающий стал лучшим бомбардиром уже высшей лиги. В сезоне-2007 «Стабек» занял 2-е место в чемпионате; Наннскуг уступил первое место гонки бомбардиров Хельстаду. Через год клуб из Беккестуа впервые в своей истории стал чемпионом Норвегии. По состоянию на конец 2009 года Наннскуг провёл за «Стабек» 163 игры в различных турнирах, в которых забил 117 мячей.

### Сборная
Успешные выступления Наннскуга в Типпелиге заставили Ларса Лагербека обратить на него внимание. В январе 2007 года нападающий был вызван в сборную Швеции для участия в ежегодном американском турне.
| Матчи за национальную сборную | Матчи за национальную сборную | Матчи за национальную сборную | Матчи за национальную сборную | Матчи за национальную сборную | Матчи за национальную сборную |
| № матча                       | Дата                          | Тип матча                     | Соперник                      | Счёт                          | Примечания                    |
| ----------------------------- | ----------------------------- | ----------------------------- | ----------------------------- | ----------------------------- | ----------------------------- |
| 1                             | 14 января 2007                | ТМ                            | Венесуэла                     | 0:2 (0:1)                     | заменён на 74'                |
| 2                             | 18 января 2007                | ТМ                            | Эквадор                       | 1:2 (0:2)                     | вышел на 59'                  |
| 3                             | 21 января 2007                | ТМ                            | Эквадор                       | 1:1 (0:0)                     | на 69' (1:0), заменён на 82'  |
| 4                             | 24 января 2009                | ТМ                            | США                           | 2:3 (0:2)                     | на 73' (1:2), 90 минут        |
| 5                             | 28 января 2009                | ТМ                            | Мексика                       | 1:0 (0:0)                     | заменён на 66'                |
| 6                             | 11 февраля 2009               | ТМ                            | Австрия                       | 2:0 (0:0)                     | вышел на 67'                  |
| 7                             | 1 апреля 2009                 | ТМ                            | Сербия                        | 0:2 (0:1)                     | вышел на 46'                  |

ТМ — товарищеский матч

## Достижения
Командные:
- Чемпион Норвегии 2008

Личные:
- Лучший бомбардир Суперэттан 2001 (21 гол)
- Лучший бомбардир Адекколиги 2005 (27 голов)
- Лучший бомбардир Типпелиги (дважды): 2006 (19 голов), 2008 (16 голов)